# IES Llorenç Garcías i Font
L'IES Llorenç Garcías i Font és un centre d'educació secundària d'Artà. Actualment ofereix estudis d'Educació Secundària Obligatòria (ESO), Batxillerat i Formació Professional. El 1980 va prendre el seu nom actual, en honor del botànic artanenc, l’apotecari Llorenç Garcias i Font.
Alguns dels seus alumnes han estat premiats pel Govern de les Illes Balears pel seu rendiment acadèmic i esforç personal. Participa en el British Council i manté un conveni amb el Ministeri d'Educació i Cultura. Al centre, des de devers 2003, s'està treballant en la línia de proporcionar eines i adaptacions a l'alumnat amb dislèxia. El 2010, el govern li renovà el seu guardó de Centre Ecoambiental, juntament amb altres centres públics de les illes.
Al desembre de 2008 va tenir lloc l'acte d'inauguració oficial de les noves dependències. Es tracta d'un edifici annex de dues plantes que consta de sis aules ordinàries, dues aules-taller dedicades, respectivament, als cicles formatius d'Administració i d'Activitats Físicoesportives, una aula de mitjans audiovisuals i una aula-taller d'educació plàstica. Totes aquestes noves dependències, van entrar en funcionament per al curs de 2008-09. El nou aulari ha incrementat la superfície útil en uns 1.200 m².
Actualment, a l'Institut Llorenç Garcias i Font hi acudeixen més de sis-cents alumnes procedents, sobretot, dels municipis d'Artà i Sant Llorenç. Els estudis que s'imparteixen són: ESO, batxillerats (en les modalitats d'Humanitats i Ciències Socials i Ciències de la Natura i de la Salud), formació professional en grau mitja: administració i gestió; i activitats físico-esportives en el medi natural) i grau superior: 'administració i finances i els cursos d'ESPA.
L'actual directora és Caterina Sureda Mestre